# 菊叶红景天
菊叶红景天（学名：Rhodiola chrysanthemifolia）是景天科红景天属的植物，是中国的特有植物。分布于中国大陆的云南、四川等地，生长于海拔3,200米至4,200米的地区，多生在山坡石缝中，目前尚未由人工引种栽培。

## 别名
菊叶景天（拉汉种子植物名称）